# Morti nel 1853
| Questa pagina contiene informazioni ricavate automaticamente dalle voci biografiche con l'ausilio del template Bio e di un bot. L'aggiornamento è periodico e automatico e ricostruisce completamente la pagina. Se manca una persona in questa lista, sei pregato di non aggiungerla, ma accertati piuttosto che la sua voce biografica contenga il template Bio e che i dati anagrafici siano correttamente compilati. Se il template Bio manca, inseriscilo tu stesso o, in alternativa, metti l'avviso {{tmp\|Bio}} che ne segnala la mancanza. Se i dati riportati sono sbagliati, correggi direttamente la voce biografica; le modifiche saranno visibili in questa lista entro pochi giorni. Per chiarimenti vedi il progetto biografie. La lista contiene solo le 237 persone che sono citate nell'enciclopedia e per le quali è stato implementato correttamente il template Bio. Pagina aggiornata al 18 mag 2025. |

## Gennaio(17)
- 2 gennaio - Giuseppe Lyons, politico italiano (n. 1815)
- 2 gennaio - Nesrin Hanim, nobile georgiana (n. 1826)
- 12 gennaio - Sebastiano Balduini, banchiere e politico italiano (n. 1795)
- 12 gennaio - William Henry Cabell, politico statunitense (n. 1772)
- 12 gennaio - Jacques Joseph, conte di Corbière, politico, avvocato e nobile francese (n. 1766)
- 14 gennaio - Ambrogio Fusinieri, scienziato italiano (n. 1775)
- 16 gennaio - Ranieri Giuseppe d'Asburgo-Lorena, nobile austriaco (n. 1783)
- 16 gennaio - Matteo Carcassi, chitarrista e compositore italiano (n. 1796)
- 17 gennaio - Samuele Jesi, incisore italiano (n. 1788)
- 18 gennaio - Charles Baker Adams, geologo, naturalista e educatore statunitense (n. 1814)
- 20 gennaio - Melchior Ferdinand Joseph von Diepenbrock, cardinale e vescovo cattolico tedesco (n. 1798)
- 22 gennaio - Angelo Vinco, presbitero, missionario e esploratore italiano (n. 1819)
- 26 gennaio - Johann Dössekel, avvocato, giudice e politico svizzero (n. 1789)
- 26 gennaio - Johann Nepomuk Schödlberger, pittore austriaco (n. 1779)
- 27 gennaio - Mangkunegara III, sovrano indonesiano (n. 1803)
- 29 gennaio - Luigi Guglielmi, vescovo cattolico italiano (n. 1805)
- 30 gennaio - Aleksandr Grigor'evič Demidov, ufficiale russo (n. 1803)

## Febbraio(20)
- 1º febbraio - Nils Blommér, pittore svedese (n. 1816)
- 3 febbraio - Paolo Pronio, generale italiano (n. 1784)
- 3 febbraio - Ferdinando Quaglia, miniatore e litografo italiano (n. 1780)
- 4 febbraio - David Boyle, politico scozzese (n. 1772)
- 4 febbraio - Maria Amelia di Braganza, principessa brasiliana (n. 1831)
- 6 febbraio - Anastasio Bustamante, politico messicano (n. 1780)
- 6 febbraio - August Kopisch, pittore e poeta tedesco (n. 1799)
- 6 febbraio - Josef von Kudler, economista e giurista austriaco (n. 1786)
- 7 febbraio - Tommaso Gazzarrini, pittore italiano (n. 1790)
- 7 febbraio - Robert Lucas, politico statunitense (n. 1781)
- 15 febbraio - Augusto di Hohenlohe-Öhringen, principe e generale tedesco (n. 1784)
- 16 febbraio - Edoardo Giuseppe Rignon, nobile, diplomatico e politico italiano (n. 1808)
- 17 febbraio - Prospero Minghetti, pittore italiano (n. 1786)
- 17 febbraio - Ludwig Senfft von Pilsach, diplomatico e politico tedesco (n. 1774)
- 19 febbraio - Johann Sebastian von Drey, teologo tedesco (n. 1777)
- 20 febbraio - Jean-François Bayard, drammaturgo e librettista francese (n. 1796)
- 25 febbraio - Félix Varela, filosofo cubano (n. 1788)
- 26 febbraio - János Libényi, operaio ungherese (n. 1831)
- 27 febbraio - Augusto I di Oldenburg, sovrano tedesco (n. 1783)
- 28 febbraio - Antonio Giuseppe Gattino, politico italiano (n. 1802)

## Marzo(23)
- 2 marzo - Stefano Paulovich-Lucich, vescovo cattolico dalmata (n. 1790)
- 3 marzo - Bartolomeo Grazioli, presbitero e patriota italiano (n. 1804)
- 3 marzo - Carlo Montanari, patriota italiano (n. 1810)
- 3 marzo - Tito Speri, patriota italiano (n. 1825)
- 4 marzo - Christian Leopold von Buch, geologo e paleontologo tedesco (n. 1774)
- 5 marzo - Michele Bes, generale italiano (n. 1794)
- 5 marzo - August Kestner, diplomatico e collezionista d'arte tedesco (n. 1777)
- 11 marzo - Carlo di Hohenzollern-Sigmaringen, principe (n. 1785)
- 12 marzo - Mathieu Orfila, medico spagnolo (n. 1787)
- 14 marzo - Julius Jacob von Haynau, generale austriaco (n. 1786)
- 14 marzo - Vinzenz Eduard Milde, arcivescovo cattolico tedesco (n. 1777)
- 15 marzo - Giovanni Ricordi, editore musicale italiano (n. 1785)
- 17 marzo - Christian Doppler, matematico e fisico austriaco (n. 1803)
- 19 marzo - Pietro Frattini, patriota italiano (n. 1821)
- 19 marzo - Giuseppe Vivoli, storico e notaio italiano (n. 1779)
- 20 marzo - Robert James Graves, anatomista irlandese (n. 1796)
- 21 marzo - Balwant Singh di Bharatpur, indiana (n. 1820)
- 21 marzo - James Webber Smith, generale britannico (n. 1778)
- 22 marzo - Jean Toussaint Arrighi de Casanova, militare e politico francese (n. 1778)
- 27 marzo - Johann Adam Ackermann, pittore tedesco (n. 1780)
- 30 marzo - Abigail Fillmore, first lady statunitense (n. 1798)
- 31 marzo - Andrés Narvarte, politico venezuelano (n. 1781)
- 31 marzo - Maximilian Joseph Gottfried Sommerau Beeckh, cardinale e arcivescovo cattolico austriaco (n. 1769)

## Aprile(17)
- 3 aprile - Josef Ludwig von Armansperg, politico tedesco (n. 1787)
- 7 aprile - Leonardo Manin, letterato e numismatico italiano (n. 1771)
- 8 aprile - Agostino Cottolengo, pittore italiano (n. 1794)
- 8 aprile - Giuseppe Rapisardi, pittore italiano (n. 1799)
- 11 aprile - Louis Emmanuel Jadin, compositore francese (n. 1768)
- 13 aprile - Leopold Gmelin, chimico tedesco (n. 1788)
- 13 aprile - James Iredell Jr., politico statunitense (n. 1788)
- 13 aprile - Elisa von der Recke, scrittrice tedesca (n. 1754)
- 15 aprile - Auguste Laurent, chimico francese (n. 1807)
- 18 aprile - William R. King, politico statunitense (n. 1786)
- 18 aprile - Camillo Mapei, presbitero e teologo italiano (n. 1809)
- 22 aprile - Sewrin, drammaturgo e librettista francese (n. 1771)
- 25 aprile - William Beaumont, medico statunitense (n. 1785)
- 27 aprile - Chikutō Nakabayashi, pittore giapponese (n. 1776)
- 27 aprile - Guillaume Douarre, missionario e vescovo cattolico francese (n. 1810)
- 27 aprile - Francesco Pignatelli, VII principe di Strongoli, generale e nobile italiano (n. 1774)
- 28 aprile - Ludwig Tieck, poeta, scrittore e critico letterario tedesco (n. 1773)

## Maggio(18)
- 2 maggio - Bezmialem Sultan, ottomana (n. 1807)
- 2 maggio - Christian Friedrich Schwägrichen, botanico tedesco (n. 1775)
- 2 maggio - Friedrich Traugott Friedemann, archivista, filologo e educatore tedesco (n. 1793)
- 3 maggio - Juan Donoso Cortés, filosofo, politologo e diplomatico spagnolo (n. 1809)
- 8 maggio - Jan Roothaan, gesuita olandese
- 9 maggio - Lionel Kieseritzky, scacchista estone (n. 1806)
- 10 maggio - Michele Carrascosa, generale, politico e nobile italiano (n. 1774)
- 10 maggio - Ferdinando Maria Pignatelli, cardinale e arcivescovo cattolico italiano (n. 1770)
- 11 maggio - Iakinf Bičurin, monaco cristiano, filologo e traduttore russo (n. 1777)
- 12 maggio - Walter Raleigh Gilbert, I baronetto, militare britannico (n. 1785)
- 13 maggio - Bernardino Piceller, pittore austriaco (n. 1775)
- 17 maggio - Abel Blouet, architetto francese (n. 1795)
- 20 maggio - Henri-Bernard Dabadie, cantante e baritono francese (n. 1797)
- 21 maggio - Georges Duval, drammaturgo francese (n. 1772)
- 21 maggio - Louis Moinet, orologiaio e pittore francese (n. 1768)
- 24 maggio - Giovanni Rossi, medico italiano (n. 1801)
- 25 maggio - John McComb Jr., architetto statunitense (n. 1763)
- 31 maggio - Massimiliano Angelelli, scrittore italiano (n. 1775)

## Giugno(24)
- 2 giugno - Lucas Alamán, politico e storico messicano (n. 1792)
- 3 giugno - Cesare Balbo, nobile, patriota e politico italiano (n. 1789)
- 3 giugno - Filippo Galli, basso italiano (n. 1783)
- 4 giugno - Pavel Aleksandrovič Katenin, poeta, drammaturgo e critico letterario russo (n. 1792)
- 5 giugno - Henriette Baranius, soprano e attrice tedesca (n. 1760)
- 7 giugno - Joseph Norbert Provencher, missionario e vescovo cattolico canadese (n. 1787)
- 7 giugno - Giuseppina Ronzi de Begnis, soprano italiano (n. 1800)
- 8 giugno - Giuseppe Verani, pittore italiano (n. 1772)
- 8 giugno - Richard William Howard Vyse, egittologo e antropologo britannico (n. 1784)
- 12 giugno - Gaspare Bertoni, religioso italiano (n. 1777)
- 12 giugno - Merry-Joseph Blondel, pittore francese (n. 1781)
- 12 giugno - Francisco Sainz Pinto, pittore spagnolo (n. 1823)
- 14 giugno - Zaharij Zograf, pittore bulgaro (n. 1810)
- 16 giugno - Pietro Antonio Garibaldi, arcivescovo cattolico e diplomatico italiano (n. 1797)
- 17 giugno - George Gordon, IX marchese di Huntly, nobile scozzese (n. 1761)
- 18 giugno - Wilhelm Gerhard Walpers, botanico tedesco (n. 1816)
- 20 giugno - Carlo Trenca, politico monegasco (n. 1801)
- 22 giugno - Costanzo Angelini, pittore, incisore e letterato italiano (n. 1760)
- 23 giugno - Giacomo Luigi Brignole, cardinale italiano (n. 1797)
- 23 giugno - Charles Pravaz, medico francese (n. 1791)
- 25 giugno - Bartolomeo Franzosini, compositore e architetto italiano (n. 1768)
- 28 giugno - Charles-Marie Bouton, pittore francese (n. 1781)
- 28 giugno - Francis Charteris, VIII conte di Wemyss, nobile scozzese (n. 1772)
- 29 giugno - Adrien-Henri de Jussieu, botanico francese (n. 1797)

## Luglio(15)
- 1º luglio - Branko Radičević, scrittore serbo (n. 1824)
- 6 luglio - Florentia Sale, viaggiatrice e scrittrice britannica (n. 1790)
- 8 luglio - Carlo Federico di Sassonia-Weimar-Eisenach, sovrano tedesco (n. 1783)
- 8 luglio - Ernst Friedrich Germar, entomologo e mineralogista tedesco (n. 1786)
- 10 luglio - Lattanzio Querena, pittore italiano (n. 1768)
- 11 luglio - Giacomo Maria Paci, fisico italiano (n. 1798)
- 15 luglio - Wilhelm von Kobell, incisore, disegnatore e pittore tedesco (n. 1766)
- 17 luglio - Domenico Mazzoni, filosofo e presbitero italiano (n. 1783)
- 22 luglio - Christoffer Wilhelm Eckersberg, pittore danese (n. 1783)
- 23 luglio - Andries Pretorius, generale e politico boero (n. 1798)
- 25 luglio - Joaquin Murrieta, criminale e patriota messicano (n. 1829)
- 25 luglio - José Primo de Rivera, militare e politico spagnolo (n. 1777)
- 26 luglio - Charles de Gerville, archeologo e naturalista francese (n. 1769)
- 27 luglio - Tokugawa Ieyoshi, militare giapponese (n. 1793)
- 30 luglio - Francis Ogilvy-Grant, VI conte di Seafield, nobile e politico scozzese (n. 1778)

## Agosto(20)
- 3 agosto - Benedetto Denti, vescovo cattolico italiano (n. 1782)
- 3 agosto - Giorgio di Sassonia-Altenburg, duca (n. 1796)
- 6 agosto - Amédée Despans-Cubières, generale francese (n. 1786)
- 7 agosto - Ludwig von Welden, generale austriaco (n. 1780)
- 9 agosto - Josef Hoene-Wronski, filosofo polacco (n. 1776)
- 10 agosto - Henry Greville, III conte di Warwick, politico inglese (n. 1779)
- 15 agosto - Giovanni Battista Polledro, violinista e compositore italiano (n. 1781)
- 16 agosto - Friedrich Joseph Haass, medico tedesco (n. 1780)
- 18 agosto - Bransby Blake Cooper, medico e chirurgo inglese (n. 1792)
- 18 agosto - Alexander Fraser, XVII Lord Saltoun, generale britannico (n. 1785)
- 19 agosto - George Cockburn, ammiraglio britannico (n. 1772)
- 21 agosto - Maria Quitéria, militare brasiliana (n. 1792)
- 22 agosto - Pietro Bachi, linguista italiano (n. 1787)
- 23 agosto - Carlo Tristano di Montholon, nobile e generale francese (n. 1783)
- 25 agosto - Rafael Maroto, politico spagnolo (n. 1783)
- 26 agosto - Giovanni Battista Josti, ingegnere e politico italiano (n. 1799)
- 29 agosto - Charles James Napier, generale britannico (n. 1782)
- 30 agosto - David I Dadiani, generale georgiano (n. 1813)
- 30 agosto - María Rafols Bruna, religiosa spagnola (n. 1791)
- 31 agosto - Amalia Carlotta di Svezia, principessa svedese (n. 1805)

## Settembre(11)
- 2 settembre - Luigi Chitti, economista e filosofo italiano (n. 1784)
- 2 settembre - Luigi Deleidi, pittore italiano (n. 1784)
- 6 settembre - Carlo Finelli, scultore italiano (n. 1782)
- 8 settembre - Federico Ozanam, storico e giornalista francese (n. 1813)
- 13 settembre - Georg Andreas Gabler, filosofo tedesco (n. 1786)
- 14 settembre - Frederick Mackeson, militare britannico (n. 1807)
- 15 settembre - Théophile Voirol, generale svizzero (n. 1781)
- 16 settembre - Germano IV di Costantinopoli, arcivescovo ortodosso greco (n. 1790)
- 25 settembre - Antonio Kramer, chimico italiano (n. 1806)
- 29 settembre - James Tallmadge, politico statunitense (n. 1778)
- 30 settembre - Augustin de Saint-Hilaire, botanico e esploratore francese (n. 1779)

## Ottobre(14)
- 2 ottobre - François Arago, matematico, fisico e astronomo francese (n. 1786)
- 3 ottobre - George Onslow, compositore francese (n. 1784)
- 5 ottobre - Mahlon Dickerson, giurista e politico statunitense (n. 1770)
- 6 ottobre - Giovanni Labus, politico, archeologo e epigrafista italiano (n. 1775)
- 6 ottobre - Cesare Saluzzo di Monesiglio, militare e nobiluomo italiano (n. 1778)
- 8 ottobre - Antonio Luigi Del Buttero, intagliatore e pittore italiano (n. 1765)
- 10 ottobre - Marcantonio Cavanis, presbitero e educatore italiano (n. 1774)
- 13 ottobre - Pierre-François-Léonard Fontaine, architetto francese (n. 1762)
- 18 ottobre - Johann Fischer von Waldheim, entomologo e paleontologo tedesco (n. 1771)
- 22 ottobre - Juan Antonio Lavalleja, politico uruguaiano (n. 1784)
- 23 ottobre - Francesco Cempini, avvocato e politico italiano (n. 1775)
- 29 ottobre - Pierre-Joseph-Guillaume Zimmermann, compositore e pianista francese (n. 1785)
- 30 ottobre - Vito Capialbi, letterato, storico e archeologo italiano (n. 1790)
- 30 ottobre - Pietro Raimondi, compositore italiano (n. 1786)

## Novembre(13)
- 3 novembre - Juan Álvarez Mendizábal, politico e economista spagnolo (n. 1790)
- 5 novembre - Charles Masson, militare e esploratore britannico (n. 1800)
- 5 novembre - Heinrich Joseph Wetzer, orientalista tedesco (n. 1801)
- 7 novembre - Domenico Bossi, pittore e miniaturista italiano (n. 1767)
- 7 novembre - Pietro Racchetti, pittore italiano (n. 1809)
- 8 novembre - Francesco Barberini, VI principe di Palestrina, principe, militare e politico italiano (n. 1772)
- 13 novembre - Eugène de Planard, drammaturgo e librettista francese (n. 1783)
- 15 novembre - Maria II del Portogallo, regina portoghese (n. 1819)
- 17 novembre - Sarah Child Villiers, nobildonna inglese (n. 1822)
- 17 novembre - Henry Somerset, VII duca di Beaufort, politico e ufficiale inglese (n. 1792)
- 22 novembre - William Legge, IV conte di Dartmouth, nobile inglese (n. 1784)
- 23 novembre - Francisco Andrevi, musicista spagnolo (n. 1786)
- 28 novembre - Thomas Bradford, generale britannico (n. 1777)

## Dicembre(20)
- 2 dicembre - Giuseppe Moretti, botanico italiano (n. 1782)
- 2 dicembre - Amelia Opie, scrittrice britannica (n. 1769)
- 3 dicembre - Giovanni Niccolò Tanara, patriarca cattolico italiano (n. 1795)
- 4 dicembre - Gaetano Palmaroli, pittore e incisore italiano (n. 1800)
- 9 dicembre - Pietro Pestagalli, architetto e ingegnere italiano
- 10 dicembre - Tabitha Babbitt, inventrice statunitense (n. 1779)
- 10 dicembre - Tommaso Grossi, scrittore, poeta e notaio italiano (n. 1790)
- 15 dicembre - Georg Friedrich Grotefend, linguista e orientalista tedesco (n. 1775)
- 16 dicembre - Cesare Della Chiesa di Benevello, letterato, saggista e pittore italiano (n. 1788)
- 16 dicembre - Gaetano Polidori, drammaturgo, poeta e traduttore italiano (n. 1763)
- 20 dicembre - Carlo Evasio Soliva, compositore e musicista svizzero (n. 1791)
- 22 dicembre - Manuel María Lombardini, politico e generale messicano (n. 1802)
- 22 dicembre - Vincenzo Ottaviani, medico, micologo e botanico italiano (n. 1790)
- 25 dicembre - Joseph von Radowitz, politico e generale prussiano (n. 1797)
- 25 dicembre - Aleksandr Michajlovič Urusov, nobile e ufficiale russo (n. 1766)
- 28 dicembre - Sarah Goodridge, pittrice statunitense (n. 1788)
- 29 dicembre - Louis Visconti, architetto e disegnatore francese (n. 1791)
- 31 dicembre - Federico Cassitto, scrittore, politico e economista italiano (n. 1776)
- 31 dicembre - Alexis de Chateauneuf, architetto e urbanista tedesco (n. 1799)
- 31 dicembre - François-Christian Gau, architetto tedesco (n. 1790)

## Senza giorno specificato(25)
- Hippolyte-Benjamin Adam, pittore francese (n. 1808)
- Alessandro Agucchi Legnani, politico italiano (n. 1774)
- Mariano Roque Alonso, militare e politico paraguaiano
- Joseph René Bellot, esploratore francese (n. 1826)
- Marie Collings, nobile britannica (n. 1791)
- Émile Deville, medico e naturalista francese (n. 1824)
- Ayesha Durrani, poetessa afghana (n. 1778)
- Edoardo Fabbri, drammaturgo e politico italiano (n. 1778)
- John Saville Faucit, attore teatrale inglese
- Diogo Antônio Feijó, politico brasiliano (n. 1784)
- William Glass, militare britannico (n. 1786)
- Emanuele Grasso, pittore italiano (n. 1789)
- George Hammond, diplomatico britannico (n. 1763)
- Johann Peter Hasenclever, pittore tedesco (n. 1810)
- Charles Léopold Laurillard, naturalista francese (n. 1783)
- Luigi Mainoni, scultore italiano (n. 1804)
- Karl Meisl, drammaturgo austriaco (n. 1775)
- Michel de Bourges, avvocato e politico francese (n. 1797)
- Jean-Marie Pardessus, giurista francese (n. 1772)
- Raffaele Poerio, militare e patriota italiano (n. 1792)
- Nicolás Rodríguez Peña, politico argentino (n. 1775)
- Franz Seraph von Stadion, politico austriaco (n. 1806)
- Palden Tenpai Nyima, monaco buddhista tibetano (n. 1782)
- Giuseppe Veneziani, presbitero e matematico italiano (n. 1772)
- Francisco de Lima e Silva, politico brasiliano (n. 1786)